# The Hard Easy
The Hard Easy é um filme dos gêneros drama de ação e suspense lançado em 2005.

## Sinopse
Devido ao vício em jogo, Paul Weston, encontra-se endividado, para reverter a situação, ele decide assaltar uma joalheria junto com outras gangues.

## Elenco
| Ator             | Papel              |
| ---------------- | ------------------ |
| Henry Thomas     | Paul Weston        |
| David Boreanaz   | Roger Hargitay     |
| Vera Farmiga     | Dr. Charlie Brooks |
| Bruce Dern       | Gene               |
| Peter Weller     | Ed Koster          |
| Nick Lachey      | Jason Burns        |
| Elimu Nelson     | Stephen McKinley   |
| Gary Busey       | Vinnie             |
| Rae Allen        | Freddie            |
| Heather Arrelano | Office Worker      |
| Greg Ashamalla   | Assistente de ED   |
| Emily Bergl      | Natalie            |
| Joe Bucaro III   | Bennie             |
| Jacob Chambers   | Todd               |
| Marc Dare        | Blackjack Player   |